# Ferulago glareosa
Ferulago glareosa là một loài thực vật có hoa trong họ Hoa tán. Loài này được Kandemir & Hedge mô tả khoa học đầu tiên năm 2007.